# Бонтемп, Поль
Поль Пьер Бонтемп (фр. Paul Pierre Bontemps; 16 ноября 1902, XVII округ Парижа — 25 апреля 1981, Севр) — французский легкоатлет. На Олимпийских играх 1924 года выиграл бронзовую медаль в беге на 3000 метров с препятствиями с результатом 9.45,2.
Также на Олимпиаде в Париже участвовал в беге на 3000 метров среди команд. В финальном забеге он занял 9-е личное место, таким образом был лучшим среди членов команды Франции. В итоге команда Франции заняла 4-е место.

## Мировой рекорд
9 июня 1924 года установил мировой рекорд в беге на 3000 метров с/п — 9.33.4. Этот рекорд является неофициальным, так как IAAF ратифицировала результаты, показанные лишь после 1954 года.